# شوهي ياماموتو
شوهي ياماموتو (باليابانية: 山本 翔平) (29 أغسطس 1982 في ناغاوكاكيو في اليابان – )؛ هو لاعب كرة قدم ياباني سابق كان يلعب كلاعب وسط.

## وصلات خارجية
- شوهي ياماموتو على موقع رابطة كرة القدم اليابانية للمحترفين (اليابانية)
- شوهي ياماموتو على موقع قاعدة بيانات كرة القدم.إي يو (الإنجليزية)
- شوهي ياماموتو على موقع Soccerway.com (الإنجليزية)
- شوهي ياماموتو على موقع عالم كرة القدم.نت (الإنجليزية)